# Ильпень
Ильпень (укр. Ільпінь) — село в Здолбуновской городской общине Ровненского района Ровненской области Украины.
До 2020 года входило в Здолбуновский район.
Население по переписи 2001 года составляло 945 человек. Почтовый индекс — 35708. Телефонный код — 3652. Код КОАТУУ — 5622680602.